# Nadav
Nadav  var en israelisk kung och var son till kung Jerobeam i Israel. Han regerade under två år runt år 960 f.Kr. Han mördades och efterträddes på tronen av Basha, en man från Isaskars stam. I samband med maktskiftet utrotades hela Jerobeams ätt.